# Маддалена
«Маддалена» (італ. Maddalena) — італійський художній фільм 1971 року, знятий режисером Єжи Кавалеровичем на кіностудіях «Unitas Film» і «Bosna Film».

## Сюжет
Картина розповідає історію жінки, яка відчайдушно намагається знайти справжнє кохання та стійкі стосунки, з одного боку, і священника, який починає сумніватися у своїй здатності зберегти безшлюбність, з іншого. Маддалена бачить у священнику насамперед чоловіка, таким чином, при їх зустрічах нагнітається атмосфера еротичної напруженості.

## У ролях
- Ліза Гастоні — Маддалена
- Ерік Вуф — священик
- Іво Гаррані — чоловік Маддалени
- Паоло Гозліно — рибалка
- Варвара Пілавін — мати священика
- Еціо Марано — ризничий
- Ернесто Коллі — ув'язнений

## Знімальна група
- Режисер — Єжи Кавалерович
- Сценарист — Єжи Кавалерович
- Оператор — Габор Погань
- Художник — Альберто Боччанті
- Композитор — Енніо Морріконе